# Filander okularowy
Filander okularowy, kangur okularowy (Lagorchestes conspicillatus) – gatunek ssaka z podrodziny kangurów (Macropodinae) w obrębie rodziny kangurowatych (Macropodidae).

## Taksonomia
Gatunek po raz pierwszy zgodnie z zasadami nazewnictwa binominalnego opisał w 1842 roku angielski przyrodnik John Gould nadając mu nazwę Lagorchestes conspicillatus. Miejsce typowe według oryginalnego opisu to „Wyspę Barrowa, na północno-zachodnim wybrzeżu Australii” (ang. Barrow Island, on the north west coast of Australia), tj. Australia Zachodnia, Australia. Holotyp to skóra i uszkodzona czaszka dorosłej samicy (sygnatura BMNH 41.10.12.7) z kolekcji Muzeum Historii Naturalnej w Londynie, zebrany przez oficera Royal Navy z HMS Beagle. Podgatunek leichardti formalnie opisał w 1853 roku również Gould jako odrębny gatunek i nadając mu nazwę Lagorchestes leichardti. Miejsce typowe to obszar między Port Essington a Zatoką Karpentaria (prawdopodobnie Valley of Lagoons), Queensalnd, Australia. Okaz typowy to 2 syntypy z kolekcji Muzeum Australijskiego: to zamontowana skóra i prawdopodobnie usunięta z niej czaszka dorosłej samicy (sygnatura AM PA.1103); płaska skóra i czaszka na wpół dorosłego osobnika nieznanej płci (sygnatura AM M.11347).
Różnice w wielkości i ubarwieniu w obrębie zasięgu występowania wymagają szczegółowych badań morfologicznych i genetycznych. 
Autorzy Illustrated Checklist of the Mammals of the World rozpoznają dwa podgatunki.

### Etymologia
- Lagorchestes: gr. λαγως lagōs „zając”; oρχηστης orkhēstēs „tancerz”[15].
- conspicillatus: nowołac. conspicillatus „okularowy, z widocznymi znakami na oczach”, od łac. conspicillum „miejsce, z którego można patrzeć”, od conspicere „zobaczyć”[16].
- leichardti: Friedrich Wilhelm Ludwik Leichhardt (1813–1848), australijski botanik i podróżnik[3].

## Zasięg występowania
Filander okularowy występuje w zależności od podgatunku:
- L. conspicillatus conspicillatus – Wyspa Barrowa, Australia Zachodnia.
- L. conspicillatus leichardti – północna kontynentalna Australia i południowo-zachodnia Papua-Nowa Gwinea.

## Morfologia
Długość ciała (bez ogona) samic 39,2–50 cm, samców 41–49 cm, długość ogona samic 42,4–51,2 cm, samców 46,2–53 cm; masa ciała samic 2,1–4,3 kg, samców 3,3–4,8 kg. Wierzch ciała brązowy, z białymi końcami włosów, spód ciała biały. Szerszy krąg wokół oczu barwy pomarańczowobrązowej. Charakteryzują się krępą sylwetką o krótkiej szyi.

## Ekologia

### Środowisko życia
Otwarte lasy, otwarte obszary trawiaste.

### Tryb życia
Zwierzęta spędzają dzień w zagłębieniach i tunelach pod dużymi kępami traw. Żyją pojedynczo, prowadzą nocny tryb życia. Żywią się głównie bylinami i pędami traw z rodzaju Spinifex, pokrywając tym pokarmem zapotrzebowanie na wodę. Ich przemiana materii jest dostosowana do życia na obszarach bezwodnych. Narodziny młodych odbywają się przez cały rok, najczęściej w marcu i we wrześniu. Po około 150 dniach młode opuszczają torbę. Jest to gatunek dość pospolity.

## Status zagrożenia
W Czerwonej księdze gatunków zagrożonych Międzynarodowej Unii Ochrony Przyrody i Jej Zasobów został zaliczony do kategorii LC (ang. least concern ‘najmniejszej troski’).